# 캉흐우
캉흐우(베트남어: Khang Hựu / 康佑 강우 / 1593년 1월 ~ 3월)은 베트남 막 왕조(莫朝) 제6대 군주 막낀찌(莫敬止)의 두번째 연호이다.
캉흐우 원년(1593년) 1월, 막낀찌 세력의 계속 되는 저항 속에서도 후 레 왕조의 군대에 잡혀 포로가 되었다. 이후, 포로가 된 황족 및 신하 몇 명과 황제 막낀지는 참수가 되었으며, 그러고 난 후에도 막 왕조의 잔존 세력은 계속 저항하였다. 막 왕조의 황족인 막낀꿍(莫敬恭)이 칭제 후 끼엔통(乾統)으로 개원 하기 전까지 캉흐우 연호를 비공식적으로 계속 사용하였다.

## 개원
- 바오딘(寶定) 2년(1593년) 1월에 연호를 캉흐우(康佑)로 개원함.[1]

- 캉흐우(康佑) 원년 1월 27일[2](그레고리력 1593년 2월 27일)에 포로로 잡힌 막낀찌가 참수 당하면서 공식적인 캉흐우 연호 사용은 중지됨.[1][3][4]

- 캉흐우(康佑) 원년(1593년) 3월에 막 왕조의 잔존 황족이던 막낀꿍(莫敬恭)이 황제 즉위 후, 연호를 끼엔통(乾統)으로 개원함.[1][3]

## 연대 대조표
| 캉흐우 | 서기 (西紀) | 간지 (干支) | 후 레 왕조 연호 | 명나라 연호     |
| 원년   | 1593년      | 계사 (癸巳) | 꽝흥(光興) 16년 | 만력(萬曆) 21년 |

## 동시대 연호

### 베트남
후 레 왕조(後黎朝)
- 꽝흥(光興) (1578년 ~ 1599년)

### 중국
명(明)
- 만력(萬曆) (1573년 ~ 1620년)

### 일본
- 분로쿠(文祿) (1592년 ~ 1596년)

## 같이 보기
- 베트남의 연호